# Täter
Als Täter wird allgemein jemand bezeichnet, der eine Tat ausführt oder etwas getan hat, insbesondere ein Straftäter.

## Wortherkunft und Bedeutungswandel
Das zu tun gebildete Abstraktum Tat, althochdeutsch  und mittelhochdeutsch tât, ist früh nachweisbar (um das 8. Jahrhundert). Täterbezeichnungen sind danach zunächst in Zusammensetzungen zu finden, so Guttäter (ahd. und mhd), guottæter gebildet zu guottât, oder Guttäterin und Übeltäter, vbeltæter gebildet zu vbeltât, oder Übeltäterin sowie daneben mit ähnlicher Bildungsweise auch Wohltäter oder Wohltäterin, zu Wohltat, und Missetäter, gebildet zu Missetat, gotisch missadêds (so in der Wulfilabibel), ahd. missatât, missitât, missetât, mistât und mhd. missetât.
Jedoch begegnet uns das einfache Wort Täter erst im 15. Jahrhundert. Es wird zunächst allgemein mit einer Hauptbedeutung im Sinne von Handelnder gebraucht, für „eine person, die etwas thut, ausführt, zur wirklichkeit bringt, eine that verrichtet oder verrichtet hat“. Daneben kann es „im engeren sinne eine person, die eine missethat, ein verbrechen begangen hat“ bedeuten. Auch in Lexika des 20. Jahrhunderts werden für das Wort noch diese beiden Bedeutungen angegeben.
Die vormals an erster Stelle angeführte wertneutral zu verstehende Bedeutungsangabe verblasste jedoch zunehmend; inzwischen ist ein negativ konnotierter Wortsinn deutlich hervorgetreten. In der Rechtssprache wird als Täter bezeichnet, wer eine Tat begeht. Auch allgemeinsprachlich heißen Täter und Täterin jene, die eine Straftat oder eine zumindest als Unrecht empfundene Handlung begangen haben. Die negative Konnotation wird auch an Komposita wie Täterbeschreibung, Täterkreis, Tätergruppe oder dem Schreibtischtäter deutlich.

## Täterbegriff in der deutschen Rechtssprache
Im juristischen Bereich differiert die Bedeutung je nach Fachgebiet.

### Strafrecht und Ordnungswidrigkeitenrecht
Im Strafrecht Deutschlands ist Täter, wer eine mit Strafe bedrohte Tat selbst oder durch einen anderen begeht (§ 25 StGB). An der Tat Beteiligte wie Anstifter oder Gehilfen sind keine Täter im strafrechtlichen Sinne. Grund für diese Differenzierung ist das im Strafrecht bestehende gesteigerte Bedürfnis nach Ahndung der individuellen Schuld. Anstifter werden, obwohl sie bei der Tatausführung in der Regel nicht zugegen waren, wie ein Täter bestraft (§ 26 StGB), während die Strafe des Gehilfen zu mildern ist (§ 27 Abs. 2 StGB).
Das Ordnungswidrigkeitenrecht Deutschlands kennt demgegenüber nur den „Einheitstäter“. Jeder an der Tat Beteiligte wird wie ein Täter behandelt (§ 14 OWiG), unabhängig davon, ob er Tatherrschaft hatte oder nur an der Tat beteiligt war.

### Zivilrecht
Im Zivilrecht wird der Begriff Täter im Zusammenhang mit der Leistung von Schadensersatz aufgrund unerlaubter Handlung und im Sachenrecht im Zusammenhang mit dem Schutz des Besitzes verwendet. Die im Bürgerlichen Gesetzbuch (BGB) zu findenden Nachweise zum Täter in § 830, § 859 und § 864 BGB haben keine wesentlich andere Bedeutung als im Strafrecht; sie stehen auch dort für jemanden, der entweder eine Straftat begangen hat (§ 823 Abs. 2 BGB) hat oder zumindest in absolut geschützte Rechtspositionen des Einzelnen rechtswidrig eingegriffen hat (§ 823 Abs. 1 BGB). Der Eingriff in eine solche Rechtsposition muss nicht notwendigerweise zugleich eine Straftat sein (z. B. bei Störungen des Besitzrechts oder bei einer Verletzung des allgemeinen Persönlichkeitsrechts). Auch das Zivilrecht verzichtet auf Differenzierungen nach Täterschaft und Teilnahme; jeder, der an der rechtswidrigen Tat beteiligt ist, gilt deliktsrechtlich als Täter. Anstifter und Gehilfen stehen Mittätern gleich (§ 830 Abs. 2 BGB).

### Öffentliches Recht (Verwaltungsrecht)
Das Verwaltungsrecht verwendet den Begriff des Täters nur vereinzelt, z. B. im Zusammenhang mit Ausweisungen von Ausländern (§ 54 Abs. 2 Nr. 3 AufenthG). Hierbei nimmt es Bezug auf zuvor begangene Vergehen. Einen eigenständigen öffentlich-rechtlichen Täterbegriff gibt es nicht.

## Täterbegriff in der österreichischen und schweizerischen Rechtssprache
Während das Schweizer Strafrecht wie das deutsche Strafrecht zwischen Täter, Anstifter und Gehilfen unterscheidet (Art. 24, Art. 25 und Art. 26 Schweizer StGB), behandelt das österreichische Strafrecht alle an einer Tat Beteiligten einheitlich als Täter (Einheitstäterbegriff, § 12 österr. StGB).